# L'Intérêt de l'enfant
L'Intérêt de l'enfant (The Children Act) est un roman de l’écrivain britannique Ian McEwan publié en septembre 2015 aux éditions Gallimard. Son titre anglais se réfère à la loi de 1989 qui définit les modalités de protection des enfants, dont l’œuvre illustre la complexité d’application. En effet, l’héroïne, Fiona Maye, est juge aux affaires familiales. Elle se trouve confrontée à un cas épineux et pressant, celui d’Adam Henry, un adolescent de 17 ans atteint de leucémie. Son état nécessite une transfusion sanguine urgente. Or, ses parents et lui-même, témoins de Jéhovah, s’opposent à cet acte médical, interdit par leur religion. Pour Fiona Maye, amenée à statuer sur « l’intérêt de l’enfant », c’est le début d’une expérience tragique. 
En 2017, le roman est adapté au cinéma par le cinéaste britannique Richard Eyre, avec Emma Thompson dans le rôle de la juge. En France, le film est intitulé My Lady.

## Genèse du roman
Dans un entretien accordé à la journaliste des Inrocks, Nelly Kapriélan, l’auteur explique que ce livre lui a été inspiré par une conversation avec un ami juge, Alan Ward, ayant eu à traiter, quelques années auparavant, une affaire analogue de refus de transfusion. Il développe d’ailleurs une réflexion sur cette source d’inspiration dans une tribune publiée par le quotidien britannique The Guardian. Il y compare le travail du juge à celui de l’auteur de fiction, l’un et l’autre « enquêtant sur la confrontation entre amour et croyance, esprit séculaire de la loi et foi sincère. »

## Résumé
Le livre s’ouvre sur un portrait de femme en pleine débâcle conjugale, mais dont la vie professionnelle apparaît comme un refuge. Toutefois, les cas qu’elle a à traiter sont difficiles, comme celui de ce couple divorcé qui se déchire, à propos de l’éducation de leurs filles, le père souhaitant une éducation religieuse rigoriste, la mère une éducation moderne. Ou encore, celui de ces frères siamois, qui mourront tous les deux, si l’on ne les sépare pas, ce qui implique de tuer le plus faible des deux. Mais le cas qui va bouleverser la vie de l’héroïne est celui d’Adam Henry, jeune témoin de Jéhovah qui refuse, avec le soutien de ses parents, la transfusion sanguine qui lui sauverait la vie. Appelée à juger cette affaire en urgence, Fiona Maye prend la décision peu orthodoxe d’aller voir le jeune homme à l’hôpital. Cette rencontre, entre une femme fragilisée et un adolescent poète, est le nœud du roman. Certes la juge a convaincu le jeune homme d’accepter la transfusion, mais celui-ci, ébranlé dans ses convictions et en quête de nouveaux repères, se met à lui envoyer des lettres, entre appels au secours et déclarations d’amour, auxquelles elle choisit de ne pas répondre. Dès lors, le roman s’achemine vers une fin tragique.

## Accueil critique
Même si certains critiques britanniques ont reproché à l'auteur un certain didactisme dans la volonté d'écorner la religion, la presse française a unanimement salué la subtilité et la force du roman d'Ian McEwan. François Busnel résume cet accueil favorable dans la conclusion de son article de l'Express, en écrivant : « Justesse. Précision. Elégance. McEwan maîtrise et contrôle ses phrases comme nul autre. Et installe un malaise, formidable et superbe, qui croît jusqu'à la dernière page. »